# Pedro Lavirgen
Pedro Lavirgen Gil (Bujalance, 31 de julio de 1930-Madrid, 2 de abril de 2023) fue un tenor español.

## Biografía
Nace en Bujalance, Córdoba el 31 de julio de 1930, siendo sus padres Antonio Luis Lavirgen Martínez y Marcelina Gil Romero. Desde su niñez manifiesta su disposición musical, aunque son dos hechos los que le conducen a la carrera del canto: de un lado, su internamiento, durante tres años, en el hospital de Hermanos de San Juan de Dios en  Córdoba donde formó parte del coro y, de otro, la influencia del párroco de Bujalance, don Ladislao Senostaín, que organiza un coro y lo convierte en su solista. Terminado el bachillerato, obtiene el título de maestro nacional y marcha a Madrid donde, a la par que imparte sus clases, se examina para ingresar en el Coro de Cámara de Radio Nacional de España.
Después de alternar docencia y canto por un tiempo, abandona la escuela y se hace corista del Teatro de la Zarzuela, a la vez que estudia música en el Conservatorio y arte escénico en la Escuela Superior de Arte Dramático. Conoce a don Miguel Barrosa, maestro de canto, y antes tenor muy apreciado en Italia durante veinte años, y es este quien completa su formación como cantante.
Se presenta como tenor solista en 1959 en Zaragoza, con Marina, obteniendo un buen éxito. Canta diversas zarzuelas y, en 1964, José Tamayo lo contrata como primer tenor para la denominada Compañía Lírica Amadeo Vives. Hizo su entrada en el mundo de la ópera interpretando Aida en el Teatro Bellas Artes de México, con Antonietta Stella y Robert Merrill y se presenta en el Gran Teatro del Liceo de Barcelona con Carmen. En dicho teatro actúa durante diecinueve temporadas consecutivas, récord no igualado por cantante alguno. Triunfa con Pagliacci en la Staatsoper de Viena, con Tosca en el Metropolitan neoyorquino, con Turandot en La Scala, en la que había debutado el 1 de febrero de 1976 con Aida, destacando sobremanera en los papeles apasionados y dramáticos, entre los que destaca el de Don José en la ópera de Bizet, papel con el que se presentó en 1975 en el Covent Garden londinense.
Poco después canta por primera vez el Otelo verdiano (Mahón, abril de 1976). Tras Tosca y Turandot en Viena, viaja a Venezuela para abrir con El trovador la temporada de ópera del Teatro Municipal de Caracas. Sin embargo, la función no pudo representarse, pues el tenor fue secuestrado junto al director de la función, Michelangelo Veltri, y la mujer de este, por el chófer que los llevaba al teatro y otros cómplices. Afortunadamente, todo terminó en un susto, pues los secuestradores les acabaron liberando.
A lo largo de su carrera ha recibido innumerables galardones, entre los que cuentan los premios nacionales de Teatro de 1963 y 1972, la medalla de oro del Círculo de Bellas Artes de Madrid en 1967[cita requerida], la medalla de oro del Círculo de la Ópera de México en 1965, la del Liceo barcelonés en 1969, el Verdi de Oro en 1973 y el Jussi Björling de Módena en 1977. Prácticamente retirado de los escenarios en 1993, desempeñó la cátedra de canto en el Real Conservatorio de Madrid.
Existe en su honor una avenida con su nombre en Córdoba, una plaza con su nombre en Bujalance, el Concurso Internacional de Canto Pedro Lavirgen de Priego de Córdoba, la Asociación Músico-Cultural Pedro Lavirgen —banda, coral y grupo de teatro— de Bujalance , la Escuela Municipal de Música Tenor Pedro Lavirgen de Bujalance y el nombre del auditorio principal del Conservatorio Profesional de Córdoba.